# 지반 가스파리안
지반 가스파리안(Djivan Gasparyan 또는 Jivan Gasparyan, 아르메니아어: Ջիվան Գասպարյան, 1928년 10월 12일 ~ 2021년 7월 6일)은 아르메니아에서 나고 자란 음악가이자 작곡가다. 그는 아르메니아 전통 악기인 두둑 연주의 달인으로 알려져 있다.

## 전기
가스파리안은 아르메니아의 솔랑에서 태어났다. 가스파리안은 여섯살때부터 두둑 연주를 시작했다. 1948년에 이르러 그는 Armenian Song and Dance Popular Ensemble과 예레반 필하모닉 오케스트라의 솔로이스트가 된다. 그는 유네스코에서 주관한 국제경쟁에서 4번 메달을 땄다. (1959년, 1962년, 1973년, 1980년).
1973년, 가스파리안은 대중이 선정한 아르메니아 아트스트에 선정되며, 2002년에는 WOMEX에서 평생공로상을 받는다. 그는 예레반 음악원의 교수가 되어, 많은 두둑 연주가들을 양성하고 가르치면서, 그들의 실력을 끌어올리는데 노력했다.
그는 몇차례의 월드 투어와 작은 앙상블을 통해서 아르메니아 전통 음악을 연주했다. 그는 많은 예술가들과 협연을 하기도 했는데 대표적으로 후세인 알리자데, 스팅, 에칸 오구르, 마이클 브룩, 피터 가브리엘, 브라이언 메이, 라이오넬 리치, 데릭 셰리니안, 루도비코 에이나우디, 보리스 그레벤쉬코프, 데이비드 실비안, 한스 짐머와 안드레아 볼렌뷔더가 있다.
지반 가스파리안과 후세인 알리자데는 2006년 콜라보레이션을 통해 발매한 Endless Vision이란 앨범으로 2007년 그래미 상에 노미네이트되기도 했다. 이 앨범에는 사리 갈린이 참여하기도 했다.
가스파리안은 오슬로에서 열린 2012 유로비전 송 콘테스트에서 아르메니아 대표로 참여한 Apricot Stone의 곡의 일부를 연주했다. 역대 유로비전 송 콘테스트에 참가했던 아티스트 중 최고령이지만 공식적으로 게스트 아티스트 목록에 수록되어 있지 않아서 인정받지는 못했다.